# Pötschlacke
Die Pötschlacke ist ein kleiner seichter Tümpel auf der  Interhüttenalm im Toten Gebirge in der Steiermark, Österreich. Der Tümpel liegt auf einer Höhe von 1635 m ü. A. am Südrand der Alm und hat eine Fläche von 0,6 Hektar. Der Tümpel hat eine maximale Tiefe von 3 m, wobei der Wasserstand jahreszeitlich stark schwankt. Er wird von einem unbenannten Bach gespeist, der dem Tümpel von Westen zufließt. Im lehmigen Gewässergrund am nördlichen Rand befinden sich zwei vegetationsfreie, ca. 1,5 m tiefe Quelltrichter. Der Haarblättrige Wasserhahnenfuß kommt flächendeckend vor. Am Gewässergrund und auf den zeitweise trockenfallenden Schlammflächen wächst er in dichten Reinbeständen. Im Mündungsbereich des Baches gedeihen Sumpf-Wasserstern und Gewöhnlicher Tannenwedel. Die Pötschlacke ist ein wichtiger Laichplatz für Bergmolch und Grasfrosch.